# Drehstrom-Kollektormotor
Der Drehstrom-Kollektormotor gehört zur Gruppe der in der Läuferdrehzahl stufen- und verlustlos regelbaren Elektromotoren.

## Grundlagen
Man unterscheidet im Wesentlichen:

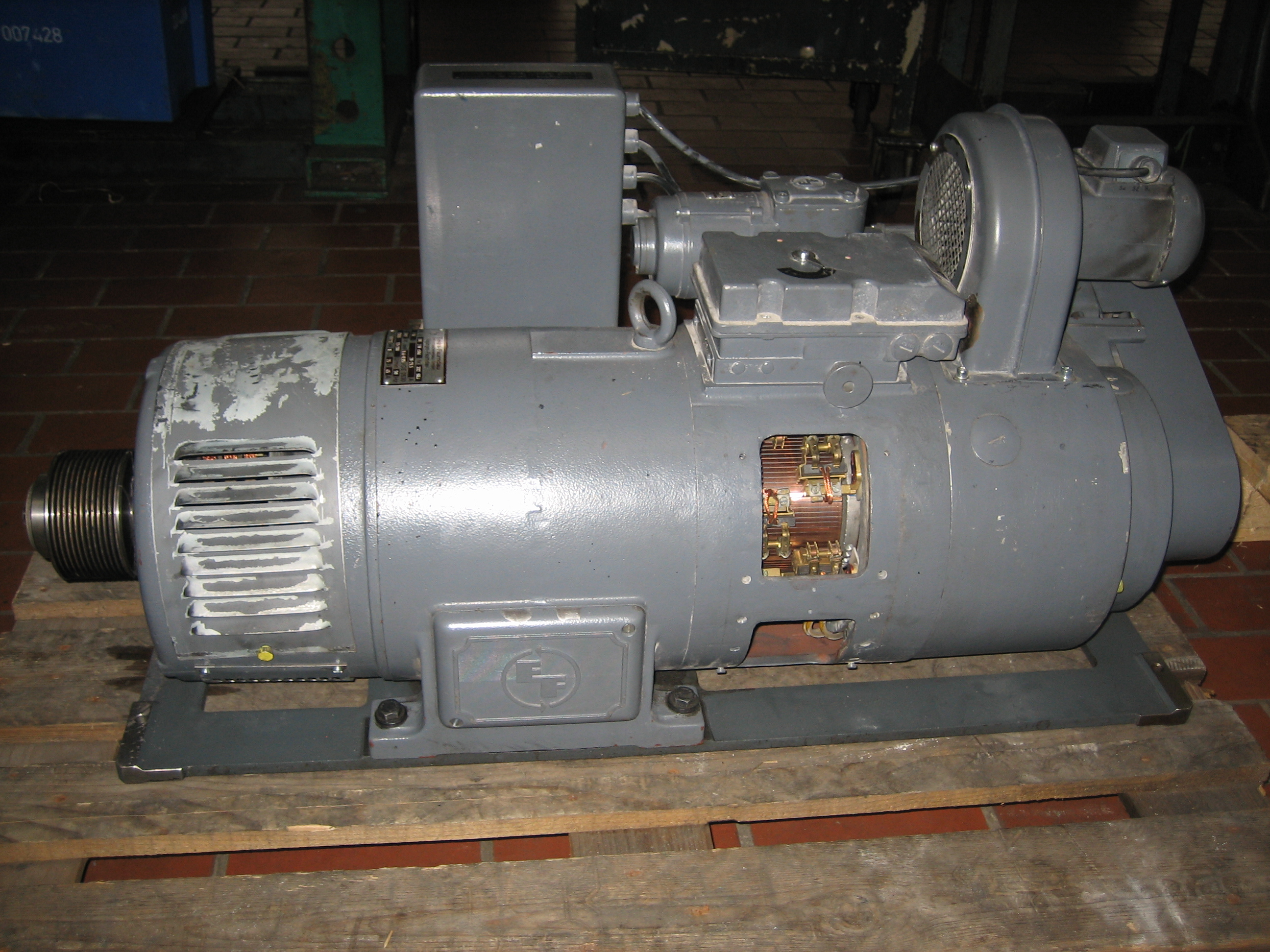
Drehstromnebenschlussmotor mit Fremdkühlung und Verstellantrieb

- Drehstrom-Kollektormotoren mit Hauptschlussverhalten
- Drehstrom-Kollektormotoren mit Nebenschlussverhalten

In ihrem prinzipiellen mechanischen und elektrischen Aufbau unterscheiden sich die Drehstrom-Kollektormotoren von den Drehstrom-Asynchronmotoren nur dadurch, dass an Stelle des Käfigläufers ein normaler Gleichstromläufer tritt. Die Ständerwicklungen sind bei Drehstrom-Kollektormotoren regelmäßig mit einer Dreiphasenwicklung ausgerüstet.
Der Motor wurde in Zeiten, als drehzahlveränderliche Antriebe mit Elektronik noch sehr teuer waren, als drehzahlveränderlicher Antrieb häufig in der Textil- und Papierindustrie eingesetzt. Mittlerweile wurden sie jedoch fast vollständig durch Drehstrom-Asynchronmotoren mit Frequenzumrichtern ersetzt.
Der Drehstrom-Nebenschlussmotor in läufergespeister Ausführung ist die einzige Bauart, die heutzutage noch vereinzelt im Einsatz zu finden ist.
Die Motoren haben einen sehr hohen Leistungsfaktor, sind aber wegen des enormen Bauaufwands teuer und haben einen schlechten Wirkungsgrad.

## Drehstrom-Hauptschluss-Kollektormotoren

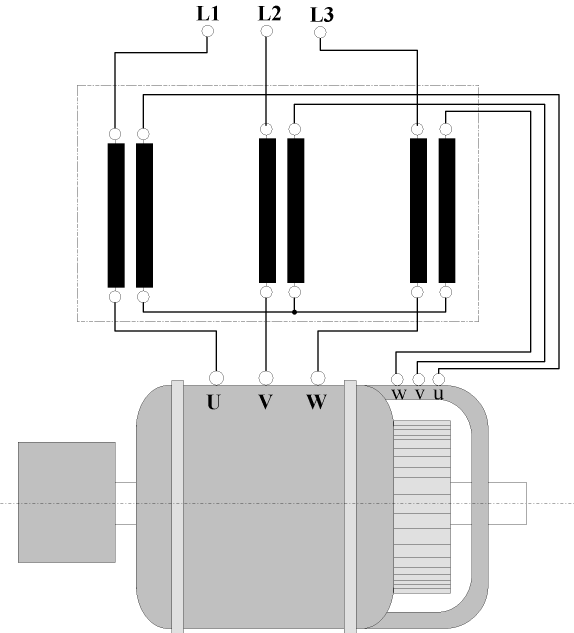
Prinzipschaltbild Drehstromkollektormotor mit Hauptschlussverhalten

Diese Motoren ähneln in ihrem betrieblichen Verhalten einem Gleichstrom-Hauptschlussmotor, d. h. bei fester Bürstenstellung sinkt ihre Drehzahl mit anwachsendem und steigt mit abnehmendem Drehmoment.
Der Stator dieser Motoren trägt eine normale Dreiphasenwicklung, die in der Regel über einen Reihentransformator mit dem Läufer in Serie geschaltet ist. Die Klemmen U, V, W der Primärwicklung des Reihentransformators sind mit dem Netz verbunden. Die Klemmen X, Y, Z der Primärwicklung sind mit den Klemmen U, V, W der Motor-Ständerwicklung verbunden.
Die Sekundärwicklung des Reihentransformators ist in Stern geschaltet. Die Anfänge u, v, w sind mit dem Läufer in Serie geschaltet.
Der Reihentransformator hat den Zweck, die jeweilige Netzspannung auf einen für die Kommutierung günstigen Spannungswert (etwa 100 bis 150 Volt im Anlauf, etwa 70 Volt im Leerlauf) herabzusetzen. Er überträgt auf den Läuferstromkreis nur einen Bruchteil der Motorleistung, der umso kleiner ist, je mehr sich die Drehzahl der synchronen nähert. Der Reihentransformator ist daher nur für einen Teil der Motorleistung ausgelegt.
Bei sehr hoher Netzspannung wird die gesamte, dem Motor zugeführte Energie in einem vor dem Ständer und Läufer geschalteten Transformator auf die Gebrauchsspannung herabgesetzt.

### Anlassen und Regeln der Drehzahl
Das Anlassen, Regeln der Drehzahl und Umkehren der Drehrichtung erfolgt bei dem Drehstrom-Hauptschluss-Kollektormotor nur durch das Verschieben der auf dem Kollektor angeordneten beweglichen Bürsten.
Beim Einschalten des Motors müssen die Bürsten in der so genannten Nullstellung stehen. Die Wicklungen des Motors nehmen dann nur geringen Strom (etwa 10 bis 20 % des Nennstromes) auf. Das Anzugsmoment ist in dieser Bürstenstellung annähernd Null, d. h. der Läufer läuft nicht an.
Werden die beweglichen Bürsten aus der Nullstellung verschoben, so läuft der Läufer an. Die Drehrichtung des Läufers ist stets entgegengesetzt der Richtung, in der die Bürsten verschoben werden. Nähert man die Bürsten der Nullstellung, so fällt die Drehzahl, entfernt man sie, so steigt die Drehzahl. Auf diese Weise lässt sich innerhalb des Regelbereiches des Motors jede gewünschte Drehzahl bei jeder verlangten Leistung einstellen.
Der Leistungsfaktor des Drehstrom-Hauptschluss-Kollektormotors steigt bei der höchsten Nenndrehzahl und Nennleistung auf 1; er sinkt aber unter Nenndrehzahl und Nennleistung, d. h. wenn der Bürstenverstellwinkel klein ist. Man kann diesen Nachteil durch Anwendung der Stern/Dreieck-Umschaltung bis zu einem gewissen Grade beseitigen, wenn man bei geringer Drehzahl und Leistungsabgabe die Sternschaltung anwendet.
Bei kleiner Bürstenverschiebung (geringe Drehzahl) neigt der Motor zu einem labilen Verhalten, d. h. es wird schwer, denselben auf eine bestimmte Drehzahl einzustellen.
Wegen des Hauptschluss-Verhaltens der Maschine, eignet er sich nicht für alle sonst in Frage kommenden Antriebe. Sie kamen hauptsächlich für solche Antriebe in Betracht, wo das Hauptschlussverhalten erwünscht oder zumindest nicht störend war, z. B. bei Ventilatoren, Gebläsen, Pumpen, Fördermaschinen, Walzenstraßen usw.

## Drehstrom-Nebenschluss-Kollektormotoren
Man unterscheidet läufer- und ständergespeiste Drehstrom-Nebenschluss-Kollektormotoren. Bei den läufergespeisten Typen wird die Netzspannung dem Läufer, bei den ständergespeisten Typen dem Ständer zugeführt.

### Läufergespeiste Drehstrom-Nebenschluss-Kollektormotoren

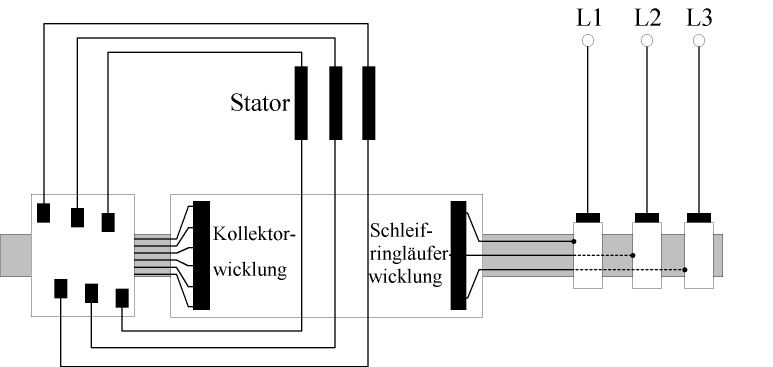
Drehstromnebenschlussmotor läufergespeist

Der Läufer besitzt eine normale Dreiphasenwicklung, die über drei Schleifringe mit dem Netz verbunden wird. Außerdem ist in dem Läufer eine normale Gleichstromankerwicklung angeordnet, die, wie im Schaltbild zu sehen, mit dem Kollektor verbunden ist.
Die Ständerwicklung steht nicht mit dem Netz, sondern nur mit der Läuferwicklung in Verbindung.
Die Drehzahlregelung geschieht durch zwei gegeneinander verschiebbare Bürstensätze, indem dem Kollektor eine regelbare mehrphasige Spannung entsprechender Frequenz entnommen und der Ständerwicklung zugeführt wird. Je nach der Frequenz der dem Ständer zugeführten Spannung kann der Läufer auf über- oder untersynchrone Drehzahl gebracht werden. Der Regelbereich solcher Motoren beträgt normalerweise 1:2 oder 1:3.
Die Drehstrom-Nebenschluss-Kollektormotoren ähneln in ihrem betrieblichen Verhalten dem Gleichstrom-Nebenschlussmotor, d. h. bei fester Bürstenstellung ist die Drehzahl nur im geringen Maße von der Belastung abhängig.
Wirkungsgrad und Leistungsfaktor sind bei diesen Motoren auch im unteren Regelbereich günstig. Bei Nennlast ist der Leistungsfaktor = 1.

### Ständergespeiste Drehstrom-Nebenschluss-Kollektormotoren
Bei dem ständergespeisten Kollektormotor wird die Netzspannung der (als normale Dreiphasenwicklung ausgelegten) Ständerwicklung zugeführt.
Der Läufer trägt eine normale Gleichstrom-Ankerwicklung. Die auf dem Kollektor angeordneten Bürsten stehen mit der Sekundärwicklung eines aus dem Netz gespeisten Drehstromtransformators in Verbindung. Die Sekundärwicklung des Transformators ist mit Anzapfungen versehen, die es ermöglichen, dem Läufer bestimmte Spannungswerte aufzudrücken.
Die ständergespeisten Drehstrom-Nebenschluss-Kollektormotoren waren in der wie oben beschriebenen Bauart schon um 1950 durch die Läufergespeisten überholt.